# The Singles, Volume IV: 1966–1967
The Singles, Volume IV: 1966–1967 é a quarta coletânea em uma série de discos lançados pela Hip-O Select compilando os singles de James Brown. Esta coletânea contém todos os singles de 7", incluindo relançamentos e singles cancelados.

## Lista de faixas
Disco 1
1. "Ain't That a Groove, Pt. 1" (Brown, Nat Jones) - 2:37 - James Brown & The Famous Flames
2. "Ain't That a Groove, Pt. 2" (Brown, Nat Jones) - 1:47 - James Brown & the Famous Flames
3. "New Breed (The Boo-Ga-Loo), Pt. 1" (Brown, Nat Jones) - 2:39 - James Brown
4. "New Breed (The Boo-Ga-Loo), Pt. 2" (Brown, Nat Jones) - 2:23 - James Brown
5. "It's a Man's Man's Man's World" (Brown, Betty Newsome) - 2:48 - James Brown & the Famous Flames
6. "Is It Yes or Is It No?" (Brown) - 2:58 - James Brown & the Famous Flames
7. "James Brown's Boo-Ga-Loo" (Brown, Nat Jones) - 2:17 - James Brown
8. "Lost in a Mood of Changes" (Brown, Nat Jones) - 1:56 - James Brown
9. "Money Won't Change You, Pt. 1" (Brown, Nat Jones) - 2:46 - James Brown & the Famous Flames
10. "Money Won't Change You, Pt. 2" (Brown, Nat Jones) - 2:22 - James Brown & the Famous Flames
11. "This Old Heart" (Brown) - 2:35 - James Brown & the Famous Flames
12. "Don't Be a Drop-Out" (Burt Jones) - 3:45 - James Brown & the Famous Flames
13. "Tell Me That You Love Me" (Brown, Bud Hobgood, Nat Jones) - 1:42 - James Brown & the Famous Flames
14. "Let's Go Get Stoned" (Jo Armstead, Nickolas Ashford, Valerie Simpson) - 2:44
15. "Our Day Will Come" (Mort Garson, Bob Hilliard) - 2:44 - James Brown at the Organ
16. "This Christmas Song [Part 1]" (Mel Tormé, Robert Wells) - 2:43 - James Brown at the Organ
17. "This Christmas Song [Part 2]" (Mel Tormé, Robert Wells) - 2:47 - James Brown & the Famous Flames
18. "Sweet Little Baby Boy, Pt. 1" (Brown, Nat Jones) - 2:54 - James Brown & the Famous Flames
19. "Sweet Little Baby Boy, Pt. 2" (Brown, Nat Jones) - 2:37 - James Brown & the Famous Flames
20. "Let's Make Christmas Something This Year, Pt. 1" (Brown, Nat Jones) - 2:53 - James Brown & the Famous Flames
21. "Let's Make Christmas Something This Year, Pt. 2" (Brown, Nat Jones) - 2:57 - James Brown & the Famous Flames

Disco 2
1. "Bring It Up" 	(Brown, Nat Jones) 	2:54 - James Brown & the Famous Flames
2. "Nobody Knows" 	(Brown, James Crawford) 	3:24 - James Brown & the Famous Flames
3. "Kansas City" 	(Jerry Leiber, Mike Stoller) 	3:01 - James Brown & the Famous Flames
4. "Stone Fox" 	(Brown, Bud Hobgood) 	2:46 - James Brown & the Famous Flames
5. "It's a Gas, Pt. 1" 	(Brown, Bud Hobgood) 	2:37 - The James Brown Dancers
6. "It's a Gas, Pt. 2" 	(Brown, Bud Hobgood) 	1:56 - The James Brown Dancers
7. "Think" 	(Lowman Pauling) 	3:22 - Vicki Anderson and James Brown
8. "Let Yourself Go" 	(Brown) 	3:00 - James Brown & the Famous Flames
9. "Good Rockin' Tonight" 	(Roy Brown) 	2:27 - James Brown & the Famous Flames
10. "I Loves You Porgy" 	(George Gershwin, Ira Gershwin, Dorothy Heyward) 	2:35 - James Brown & the Famous Flames
11. "Yours and Mine" 	(Brown, Bud Hobgood) 	2:46 - James Brown & the Famous Flames
12. "Jimmy Mack" 	(Holland-Dozier-Holland) 	3:01 - James Brown at the Organ
13. "What Do You Like" 	(Alfred "Pee Wee" Ellis) 	2:49 - James Brown at the Organ
14. "It Won't Be Me" 	(Brown, Alfred "Pee Wee" Ellis) 	3:37 - James Brown & the Famous Flames
15. "Mona Lisa" 	(Ray Evans, Jay Livingston) 	1:57 - James Brown & the Famous Flames
16. "Cold Sweat, Pt. 1" 	(Brown, Alfred "Pee Wee" Ellis) 	2:53 - James Brown & the Famous Flames
17. "Cold Sweat, Pt. 2" 	(Brown, Alfred "Pee Wee" Ellis) 	3:15 - James Brown & the Famous Flames
18. "Get It Together, Pt. 1" (Brown, Alfred "Pee Wee" Ellis, Hobgood) - 3:50 - James Brown & the Famous Flames
19. "Get It Together, Pt. 2" (Brown, Alfred "Pee Wee" Ellis, Hobgood) - 3:54 - James Brown & the Famous Flames
20. "Get It Together, Pt. 1" [Version 1] (Brown, Alfred "Pee Wee" Ellis, Bud Hobgood) - 3:44 - James Brown & the Famous Flames
21. "Get It Together, Pt. 2" [Version 2] (Brown, Alfred "Pee Wee" Ellis, Bud Hobgood) - 3:54 - James Brown & the Famous Flames